# 載鏗
載鏗，愛新覺羅氏，字仲琴，號瑟菴，屬滿洲鑲紅旗。清朝宗室，翰林。

## 生平
載鏗於道光二十七年（1847年）考中丁未科進士，散館改主事。

## 家族
載鏗為乾隆帝玄孫。乾隆帝皇十一子成哲亲王永瑆生七子，次子綿懿過繼給乾隆帝皇三子循郡王永璋為嗣。綿懿襲貝勒，次子奕經封二等輔國將軍，因事被革。奕紀即載鏗生父。